# Setaleyrodes thretaonai
Setaleyrodes thretaonai là một loài côn trùng cánh nửa trong họ Aleyrodidae, phân họ Aleyrodinae.
Setaleyrodes thretaonai được David miêu tả khoa học đầu tiên năm 1981.